# Sture Dingsøyr
Sture Dingsøyr (Sogndal, 27 ottobre 1974) è un cantante e chitarrista norvegese.

## Biografia
È emerso nel 1994 come frontman degli Ulcus (al tempo Ulcus Molle).
Nel 1999 si unisce (con gli altri membri degli Ulcus) ai Windir, progetto viking metal ideato da Valfar (fino ad allora concepito come one-man-band).
Nel 2004, dopo la tragica morte del fondatore Valfar e il relativo scioglimento dei Windir, fonda insieme a Hvàll e Steingrim i Vreid, band black metal in cui ricopre il doppio-ruolo di cantante e chitarrista.

## Discografia

### Con gli Ulcus
- Cherish the Obscure - 2000

### Con i Windir

#### Full-length
- 1184 - 2001
- Likferd - 2003

#### Raccolte
- Valfar, Ein Windir - 2004

#### DVD
- SognaMetal - 2005

### Con i Vreid
- Kraft - 2004
- Pitch Black Brigade - 2006
- I Krig - 2007

### Altre partecipazioni
- Finnugor - Darkness Needs Us - 2004